# La Tigra, Morelos
La Tigra är en ort i Mexiko.   Den ligger i kommunen Puente de Ixtla och delstaten Morelos, i den sydöstra delen av landet, 100 km söder om huvudstaden Mexico City. La Tigra ligger 1 014 meter över havet och antalet invånare är 338.
Terrängen runt La Tigra är varierad. Runt La Tigra är det ganska glesbefolkat, med 50 invånare per kvadratkilometer. Närmaste större samhälle är Puente de Ixtla, 10,0 km norr om La Tigra. I omgivningarna runt La Tigra växer huvudsakligen savannskog.